# Aeropuerto de Arapongas
Aeropuerto de Arapongas (IATA: APX, OACI: SSOG), es el aeropuerto que da servicio a Arapongas, Brasil.  
Es operado por el Municipio de Arapongas bajo la supervisión de Aeroportos do Paraná (SEIL).

## Aerolíneas y destinos
| Aerolíneas   | Destinos |
| ------------ | -------- |
| Aerosul      | Curitiba |
| Azul Conecta | Curitiba |

## Acceso
El aeropuerto está ubicado a 5 km (3 millas) al noroeste del centro de Arapongas.